# Número ENI

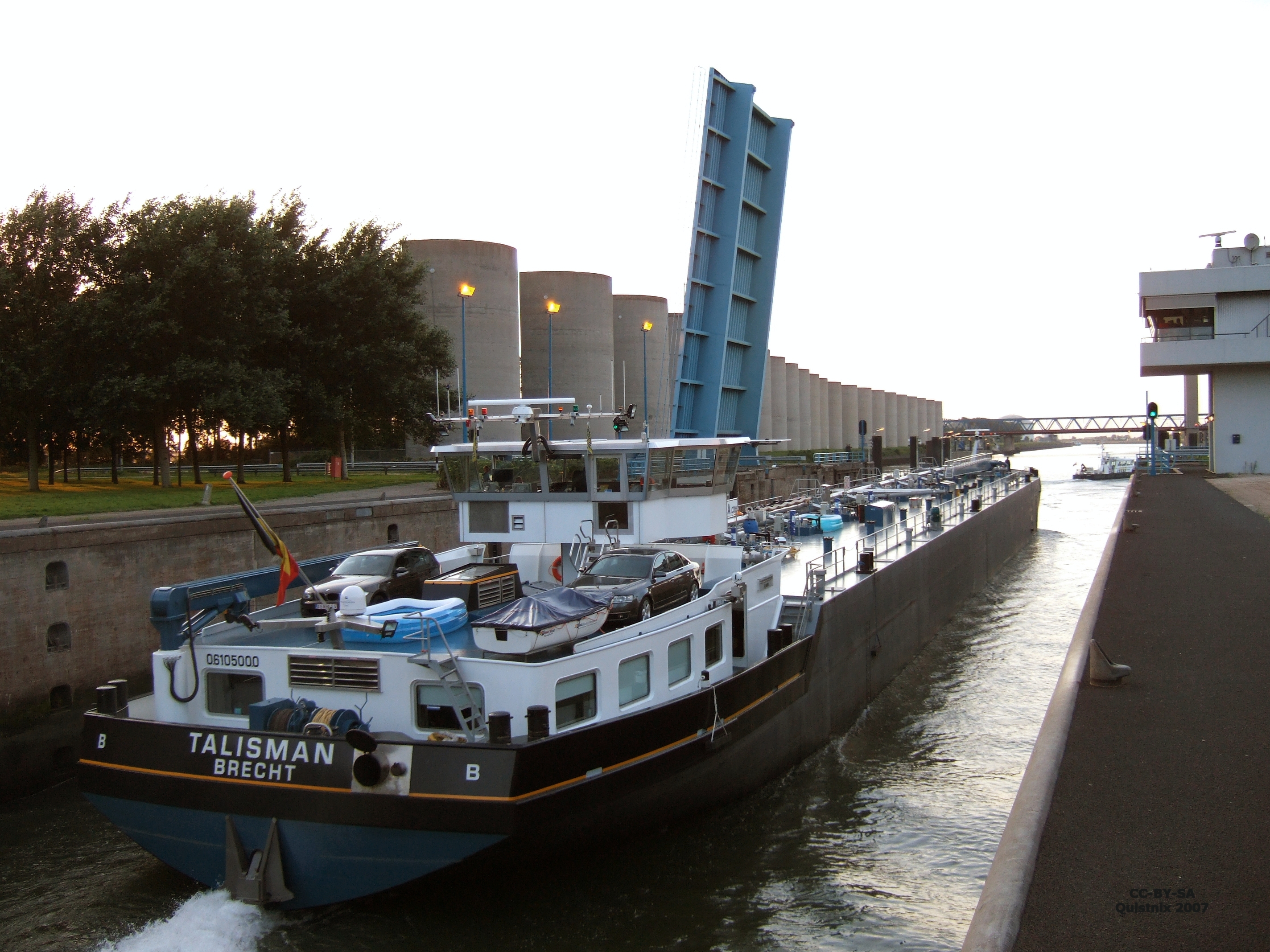
Buque belga Talisman Brecht, donde se puede ver el número ENI

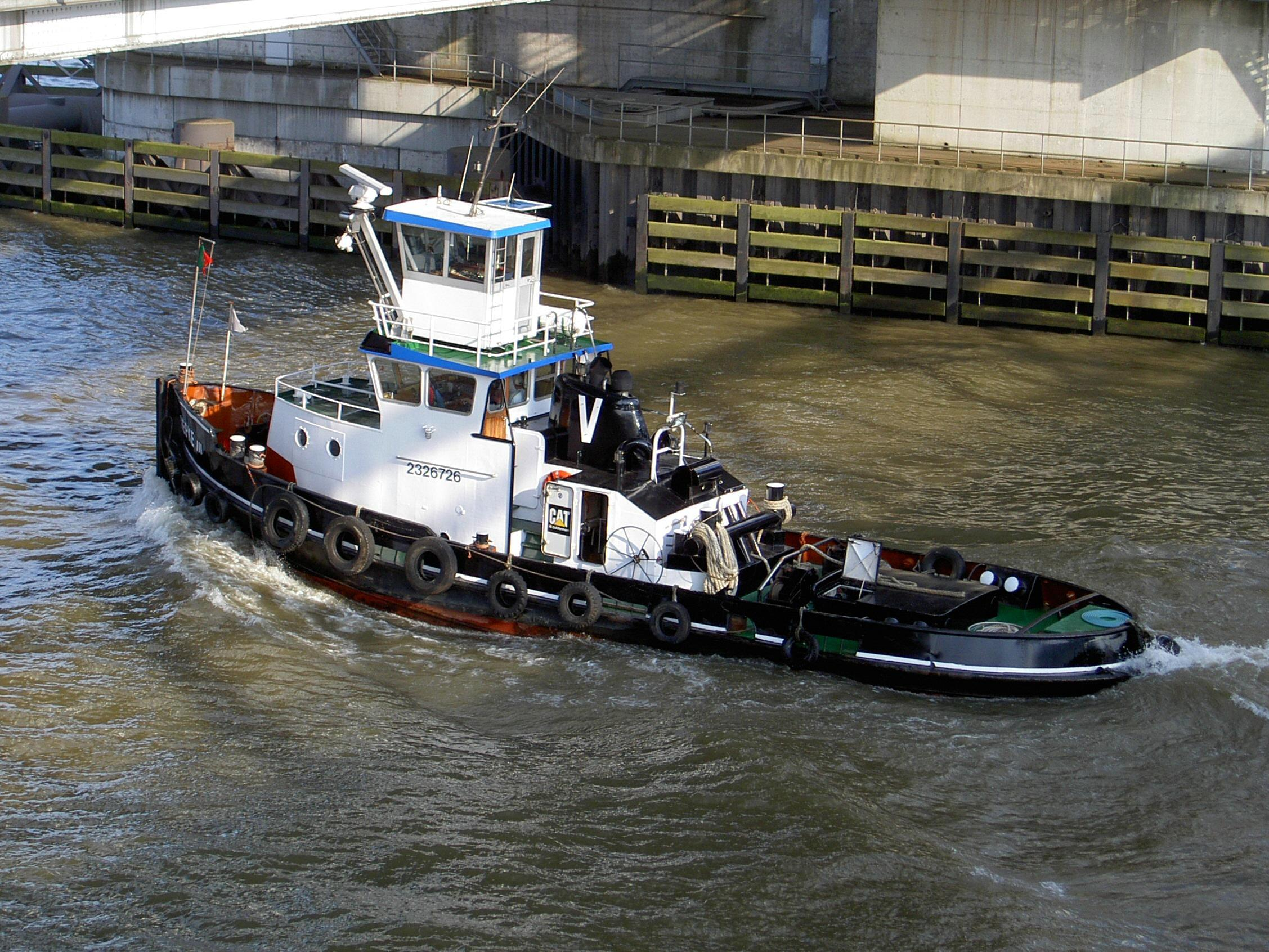
El remolcador Gepke III en cuyo costado se puede ver el número ENI

Un número ENI (European Number of Identification o European Vessel Identification Number, respectivamente en castellano: Número de Identificación Europeo o Número de Identificación de Buque Europeo) es un registro de naves capaces de navegar en las aguas continentales europeas. Es un identificador único de 8 dígitos que es asignado a un  casco durante toda su vida, independiente del actual  nombre o  bandera.
El ENI fue introducido por el Comité de Transporte Continental de la Comisión Económica de las Naciones Unidas para Europa en su reunión del 11–13 de octubre de 2006 en Ginebra. Está basado en el sistema de certificación de naves del Rin usado previamente para las naves que navegaban por el Rin, y es comparable al  número de identificación de buques de la Organización Marítima Internacional.

## Formato
El número ENI consiste de ocho numerales arábigos. Los tres primeros dígitos identifican a la autoridad competente que asigna el número (ver la lista de prefijos en la tabla de más adelante) y los últimos cinco dígitos son un número de serie.
Las naves que tienen un número de buque de acuerdo a las Reglas de Inspección del Rin reciben un ENI que comienza con "0" y seguidos por el número Rin de siete dígitos. Una nave a la que le ha sido asignado un número IMO sólo puede recibir un número ENI si tiene las certificaciones apropiadas para navegar en las aguas continentales. Su ENI comenzará con el "9" seguido por su número IMO de siete dígitos.

## Requerimientos
No se requiere que todas las naves europeas posean un número ENI. Al mes de abril del 2007, una nave debe tener un ENI solo si opera en las vías acuáticas continentales y cumple con los siguientes criterios: tiene más de 20 m de largo; tiene un volumen mayor a 100 m³; es un remolcador que opera con una nave calificada; es un buque de pasajeros; o es una instalación o equipamiento flotante. Si a una nave se le asigna un ENI, este número debe ser mostrado en ambos costados y en la popa de la nave.

## Lista de prefijos
| Códigos de países | Códigos de países | Códigos de países |
| --- | --- | --- |
| - 001 – 019 Francia - 020 – 039 Holanda - 040 – 059 Alemania - 060 – 069 Bélgica - 070 – 079 Suiza - 080 – 099 Reservado para buques de países no parte de la Convención de Mannheim, con certificados de Nave Rin entregados previo al 1 de abril de 2007. - 100 – 119 Noruega - 120 – 139 Dinamarca - 140 – 159 Reino Unido - 160 – 169 Islandia - 170 – 179 Irlanda - 180 – 189 Portugal - 190 – 199 Reservado - 200 – 219 Luxemburgo - 220 – 239 Finlandia - 240 – 259 Polonia - 260 – 269 Estonia - 270 – 279 Lituania - 280 – 289 Letonia - 290 – 299 Reservado - 300 – 309 Austria | - 310 – 319 Liechtenstein - 320 – 329 República Checa - 330 – 339 Eslovaquia - 340 – 349 Reservado - 350 – 359 Croacia - 360 – 369 Serbia - 370 – 379 Bosnia y Herzegovina - 380 – 399 Hungría - 400 – 419 Rusia - 420 – 439 Ucrania - 440 – 449 Bielorrusia - 450 – 459 Moldavia - 460 – 469 Rumania - 470 – 479 Bulgaria - 480 – 489 Georgia - 490 – 499 Reservado - 500 – 519 Turquía - 520 – 539 Grecia - 540 – 549 Chipre - 550 – 559 Albania - 560 – 569 Macedonia del Norte - 570 – 579 Eslovenia | - 580 – 589 Montenegro - 590 – 599 Reservado - 600 – 619 Italia - 620 – 639 España - 640 – 649 Andorra - 650 – 659 Malta - 660 – 669 Mónaco - 670 – 679 San Marino - 680 – 699 Reservado - 700 – 719 Suecia - 720 – 739 Canadá - 740 – 759 Estados Unidos - 760 – 769 Israel - 770 – 799 Reservado - 800 – 809 Azerbaiyán - 810 – 819 Kazajistán - 820 – 829 Kirguistán - 830 – 839 Tayikistán - 840 – 849 Turkmenistán - 850 – 859 Uzbekistán - 860 – 869 Irán - 870 – 999 Reservado |